# Velké Bílovice

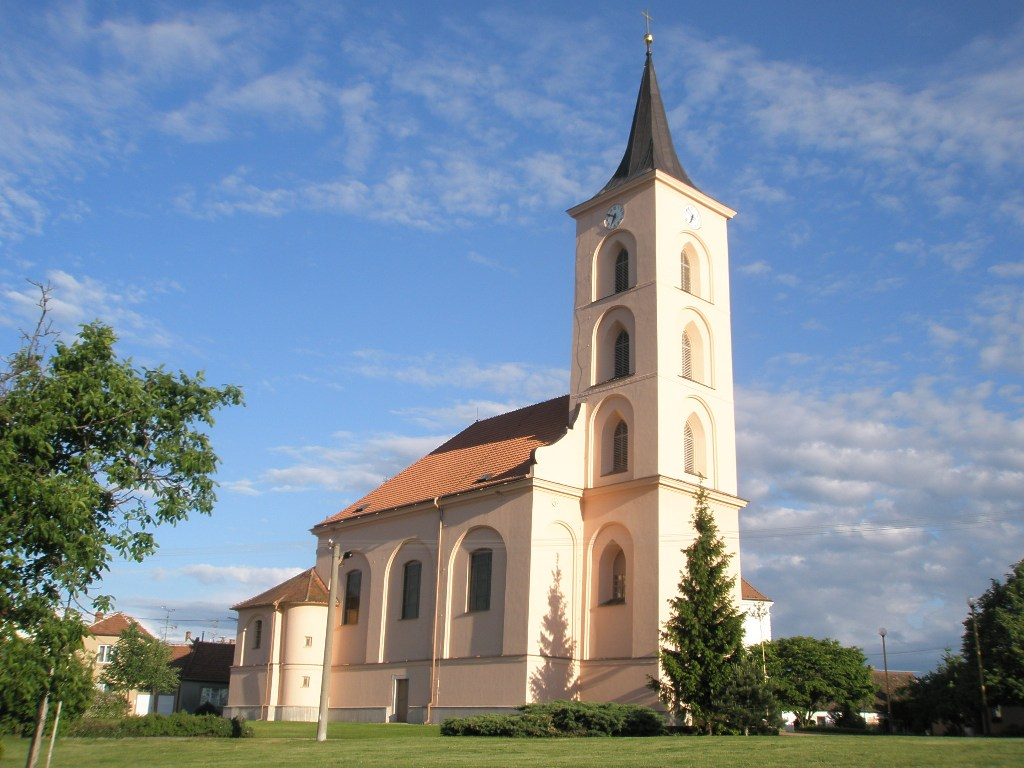
Kirche Mariä Geburt

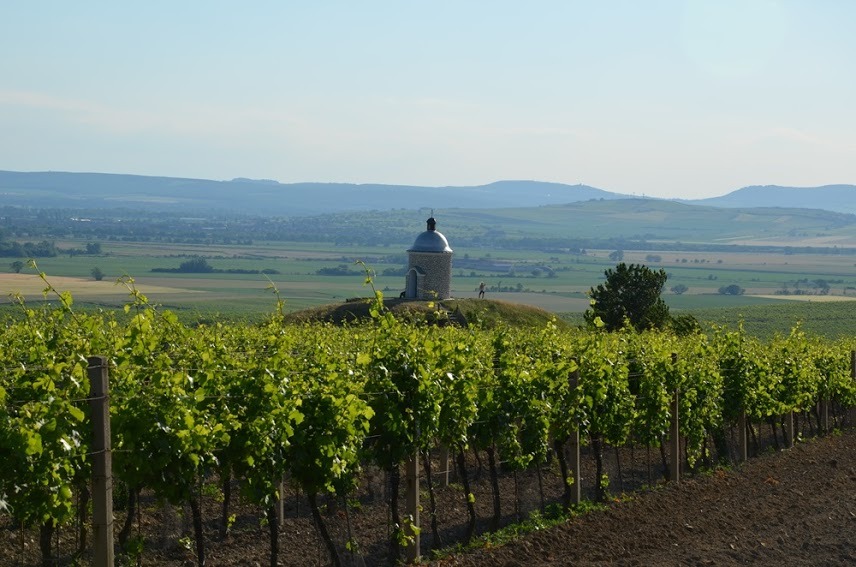
Kapelle auf dem Hügel Hradištěk, umgeben von Weingärten.

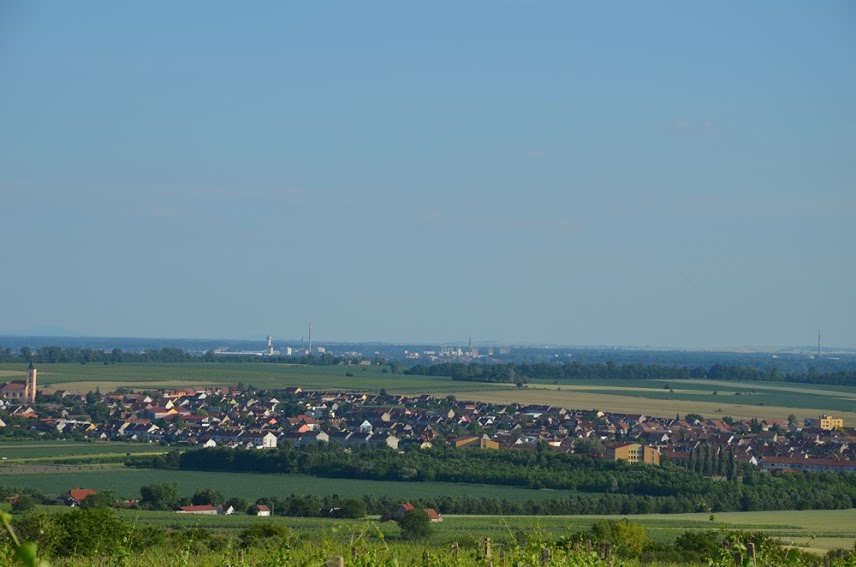
Velké Bílovice – Blick von Norden aus dem Hügel Hradištěk. In der Ferne sieht man die Stadt Břeclav (10 km entfernt).

Velké Bílovice (IPA: ˈvɛlkɛː ˈbiːlovɪtsɛ; deutsch Groß Billowitz) ist eine Stadt in Tschechien. Sie liegt zehn Kilometer nördlich von Břeclav und gehört zum Bezirk Břeclav in der Südmährischen Region. Mit mehr als 760 Hektar der offiziell registrierten Weingärten ist sie die größte Weinbaugemeinde in Tschechien.

## Geographie und Umgebung
Velké Bílovice wird im Norden, Osten und Süden von Weingärten umgeben. Drei Kilometer nördlich liegt der 251 m hohe Hügel Hradištěk. Es gibt zwei Teiche in der Nähe von Velké Bílovice, Šísary und Velký Bílovec, die hauptsächlich für den Fischfang genützt werden.
Südwestlich von der Stadt, hinter Podivín, befindet sich der Naturpark Thayaaue und Kulturlandschaft Lednice-Valtice, weiter nach Westen dann Pálava und Stauseen Nové Mlýny.

## Geschichte
Erstmals erwähnt wurde der Ort im Jahre 1306, als ihn nach dem Tode von Sigfried  rphanusTobias von Bechin erwarb. Der Ort trug ursprünglich den Namen Waisendorf, seit dem 14. Jahrnudert ist er  egenTippfehler1 und  olgendeÜbersetzung als Weissendorf/Billowitz bekannt. 376 kaufte Mikuláš von Rabštejn den Besitz und nach dessen Tode fiel Velké Bílovice an Jobst von Mähren, der es an Gerhard (oder Heralt) von Kunstadt veräußerte. Von diesem erbte es 1406 Boček II. von Podiebrad. Nach dessen Tod 1417 gehörte Velké Bílovice bis 1525 den Liechtensteinern. 1532 wurde Bernhard von Žerotín Herr von Velké Bílovice. Zusammen mit seinen Brüdern wurde 1551 Friedrich von Zierotin Besitzer.
In Velké Bílovice siedelten sich im 16. Jahrhundert Böhmische Brüder und Habaner (Hutterer) an. Letztere gründeten hier 1545 einen Bruderhof. 1564 erfolgte durch Jan von Žerotín der Bau der Brüderkirche. Jan von Žerotín ließ gemeinsam mit seiner Frau Kunka von Boskowitz die mittelalterliche Feste zu einem Renaissanceschlösschen umbauen. Ihr Sohn Ladislav Velen von Zerotein war Organisator der Mährischen Ständeaufstandes von 1619 und wurde nach der Schlacht am Weißen Berg enteignet.
Besitzerin der Herrschaft Břeclav einschließlich Velké Bílovice wurde Esther Gräfin von Meggau und nach ihr Jacob Graf Kuen von Bellassy. 1638 erwarb Karl Eusebius von Liechtenstein den Besitz und die Güter blieben bis 1925 beim Haus Liechtenstein. Johann Wenzel von Liechtenstein ließ 1765 die Kirche rekatholisieren.
Zu Beginn des 20. Jahrhunderts wanderten viele Einwohner von Bílovice nach Argentinien, Kanada und die Vereinigten Staaten aus.
Seit 2001 ist Velké Bílovice eine Stadt.

## Sehenswürdigkeiten
- Habanerkeller – Der größte von ihnen, der um 1614 von Habanern gebaut wurde, befindet sich in Richtung Čejkovice in der Nähe vom Teich Velký Bílovec finden. Der derzeitige Besitzer ist die Firma Habánské sklepy.[6]
- Stadtmuseum – Dort werden örtliche Trachten,  archäologische Funde aus der Gegend, alte landwirtschaftliche Werkzeuge und andere  Dinge, die mit der Geschichte der Stadt verbunden sind, präsentiert.[7]
- Hügel Hradištěk – ehemalige Burgstätte aus dem 14. und 15. Jahrhundert und heute ein Aussichtspunkt. Von dem Hügel ist nicht nur die Stadt sehen, sondern auch andere Städte und Dörfer sowie  Weingärten. Bei guten Wetterbedingungen sind auch Pálava, Windparks in Österreich und  die Weiße Karpaten sichtbar. Auf dem Hügel wurde im Jahre 2002 eine Kapelle errichtet, die dem heiligen Urban, hl. Kyrill und Method und hl. Wenzel geweiht ist.
- Kirche Mariä Geburt – wurde in 1764–1765 im Barockstil erbaut.
- Weinbau – Velké Bílovice hat lt. seiner Homepage mehr als 650 Weinkeller[8] mit Presshäusern in 40 benannten Kellergassen[9] und mehr als 730 ha Weingärten (die größte Fläche in Tschechien).[3]

## Kultur und Feste
- "Hody" (die Feste) – Das größte Volksfest in Velké Bílovice beginnt am ersten Sonntag nach Mariä Geburt  (8. September), der Schutzpatronin der örtlichen Kirche, und dauert bis zum Dienstag. Am Samstag vor dem Fest wird der Maibaum  aufgestellt. Am Sonntag findet eine Trachtenprozession mit ca. 50 kostümierten Paaren statt. Auf dem Festplatz im Stadtzentrum spielt jeden Festtag bis in die Nacht eine Blaskapelle. Teil der Feierlichkeiten sind auch Verkaufsstände, Karussells und andere Attraktionen.
- Von Keller zu Keller – Traditionelle Weinwanderung, bei der ca. 50 Weingüter ihre Keller an einem Tag für die Besucher öffnen. Es gibt Busverbindungen zwischen allen Kellern und Weingütern und eine Abendunterhaltung, bei der Blas- und Zymbalmusik gespielt wird. Es findet an einem Samstag Ende März/Anfang April statt.

## Verkehr
- Südwestlich verläuft die Trasse der Autobahn D2 mit der Abfahrt nach Velké Bílovice und Podivín.
- Der nächste Bahnhof befindet sich im 3 km entfernten Podivín.

## Gemeindeverwaltung
Bürgermeisterin ist seit 2018 Lenka Grofová.

## Söhne und Töchter der Stadt
- Libor Zapletal (1920–1944), Soldat und Mitglied von Fallschirmabwurf Bivouac, getötet in Mauthausen
- Martin Hrdina (* 1978), Innenarchitekt und Grafikdesigner

## Bilder
|  |  |  |